# Безбах, Яков Яковлевич
Я́ков Я́ковлевич Бе́збах (укр. Яків Якович Безбах; род. 8 сентября 1957, Днепропетровск) — украинский политик, народный депутат Украины VII—VIII созывов.

## Биография

### Образование
1976 г. — Днепропетровский индустриальный техникум, специальность «техник-металлург»
1988 г. — Металлургическая академия, специальность «инженер-металлург»

### Трудовая деятельность
1976 г. — подручный сталевара в мартеновский цех Нижнеднепровского трубопрокатного завода
1976—1978 гг. — служба в ракетных войсках Советской Армии
1978 г. — мартеновский цех Нижнеднепровского трубопрокатного завода
1988 г. — избирается председателем профкома мартеновского цеха
1989 г. — депутат Верховного Совета СССР, комиссия по контролю за льготами и привилегиями
1991—2006 гг. — рабочий в мартеновском цехе НТЗ
2006—2010 гг. — специалист по социальным вопросам в ОАО «Интерпайп НТЗ»
С 2010 г. — помощник председателя правления «Интерпайп НТЗ» по социальным вопросам

### Политическая деятельность
После избрания Виктора Пинчука народным депутатом Украины в 1998 году работал его помощником. Потом стал помощником депутата Днепропетровского городского совета Геннадия Есаулова. С 2006 по 2010 работал депутатом Индустриального райсовета Днепропетровска. В 2010 году был избран депутатом Днепропетровского городского совета, где входил во фракции Партии регионов.
2012 г. — народный депутат Украины, избран как самовыдвиженец по мажоритарному округу № 24 Днепропетровская область, набрав 43 % голосов. Входил в состав фракции Партии Регионов, член комитета Верховной рады Украины по вопросам экономической политики.
2014 г. — на внеочередных выборах вновь победил как самовыдвиженец по округу № 24 Днепропетровская область, набрав 30 % голосов избирателей. В Верховной Раде 8 созыва — внефракционный депутат, член комитета по вопросам законодательного обеспечения правоохранительной деятельности.

## Семья
Женат, воспитывает двоих сыновей — Валерия и Вячеслава